# بريستون فوستر
بريستون فوستر (بالإنجليزية: Preston Foster)‏ مواليد 24 أغسطس 1900 في نيوجيرسي، الولايات المتحدة - الوفاة 14 يوليو 1970 في لاهويا، الولايات المتحدة، هو ممثل أمريكي بدأ مسيرته الفنية سنة 1929. امتدت مسيرته الفنية لأكثر من 39 عاما.

## الأعمال
- أنا طريد العدالة ومن سلسلة عصابات
- المخبر
- الإمبراطورية الأمريكية
- فتيات هارفي
- ذا هانتيد

## روابط خارجية
- بريستون فوستر على موقع IMDb (الإنجليزية)
- بريستون فوستر على موقع ألو سيني (الفرنسية)
- بريستون فوستر على موقع ميوزك برينز (الإنجليزية)
- بريستون فوستر على موقع تيرنر كلاسيك موفيز (الإنجليزية)
- بريستون فوستر على موقع أول موفي (الإنجليزية)
- بريستون فوستر على موقع قاعدة بيانات برودواي على الإنترنت (الإنجليزية)
- بريستون فوستر على موقع قاعدة بيانات الأفلام السويدية (السويدية)
- بريستون فوستر على موقع إن إن دي بي (الإنجليزية)
- بريستون فوستر على موقع أول ميوزيك (الإنجليزية)
- بريستون فوستر على موقع ديسكوغز (الإنجليزية)